# Nowe Osipy
Nowe Osipy – wieś w Polsce położona w województwie podlaskim, w powiecie wysokomazowieckim, w gminie Wysokie Mazowieckie.
W latach 1975–1998 miejscowość administracyjnie należała do województwa łomżyńskiego.
Wierni kościoła rzymskokatolickiego należą do parafii św. Jana Chrzciciela w Wysokiem Mazowieckiem.

## Historia
W czasie uwłaszczenia ziemi dworskiej w 1864 r. powstało tu 9 samodzielnych gospodarstw na 128 morgach gruntu.
Pod koniec XIX w. wieś w powiecie mazowieckim, gmina i parafia Wysokie. W jej skład wchodziło 9 osad wraz z gruntami rolnymi o powierzchni 128 morgów.
W roku 1921 naliczono 10 budynków z przeznaczeniem mieszkalnym oraz 77 mieszkańców (36 mężczyzn i 41 kobiet). Wszyscy podali narodowość polską i wyznanie rzymskokatolickie.
Od 1954 r. miejscowość należała do gromady Osipy-Kolonia, następnie do gromady Wysokie mazowieckie i gminy Wysokie Mazowieckie.